# Vaudeville, Meurthe-et-Moselle
Vaudeville är en kommun i departementet Meurthe-et-Moselle i regionen Grand Est (tidigare regionen Lorraine) i nordöstra Frankrike. Kommunen ligger i kantonen Haroué som tillhör arrondissementet Nancy. År 2022 hade Vaudeville 159 invånare.

## Befolkningsutveckling
Antalet invånare i kommunen Vaudeville
| Referens: INSEE |